# Renze de Vries
Renze de Vries (Marum, 5 oktober 1930 – Assen, 7 mei 2012) was van beroep varkenshandelaar en werd in de jaren tachtig bekend als voorzitter van FC Groningen.
Onder zijn leiding groeide FC Groningen uit tot een nationale topploeg en speelde zelfs enige tijd een — zij het bescheiden — rol in het Europese voetbal. De Vries slaagde erin een aantal grote spelers naar Groningen te halen door slim te onderhandelen en, naar later bleek, ruim rond te delen met zwart geld in wat bekend kwam te staan als de zwartgeldaffaire. 
Toen de FIOD in januari 1989 een inval deed in de kantoren en de administratie van de FC in beslag nam, was het snel afgelopen met het voorzitterschap van De Vries. Op 3 februari trad De Vries terug als voorzitter. Hij ontkende later nooit dat er zwart geld was gebruikt, maar stond zich erop voor dat hij nooit zichzelf had verrijkt en alles voor FC Groningen had gedaan. Ten tijde van dit schandaal sprak hij de legendarische woorden "Het zwaard van Damascus hangt boven deze vereniging."
Hij zou later door de rechtbank tot een celstraf worden veroordeeld en zat in 1994 vijf dagen in de gevangenis in Heerhugowaard, maar werd om medische redenen weer naar huis gestuurd. Uiteindelijk werd hem gratie verleend.
Op 7 mei 2012 overleed Renze de Vries op 81-jarige leeftijd in een verpleegtehuis in Assen.